# Cleroidea
Cleroidea Latreille, 1802, è una superfamiglia dell'ordine dei Coleoptera (sottordine Polyphaga, infraordine Cucujiformia).

## Sistematica
La superfamiglia Cleroidea comprende 11 famiglie:
- Phloiophilidae Kiesenwetter, 1863
- Trogossitidae Latreille, 1802
- Chaetosomatidae Crowson, 1952
- Metaxinidae Kolibáč, 2004
- Thanerocleridae Chapin, 1924
- Cleridae Latreille, 1802
- Acanthocnemidae Crowson, 1964
- Phycosecidae Crowson, 1952
- Prionoceridae Lacordaire, 1857
- Mauroniscidae Majer, 1995
- Melyridae Leach, 1815